# 陆登
陆登，字子敬，潞安节度使，《说岳稗史》、《说岳全传》均有记载。宋徽宗时，金国完颜兀术入侵中原，所向披靡，但是围攻潞安州四十余日却无法攻克，反而损兵折将。由于陆登手下兵微将寡，没有办法击退敌人，便派人往两狼关韩世忠、河间府张叔夜处乞援，但是援兵没有到反而是金国军师哈迷蚩，乔扮成韩世忠偏将混入城中打探军情。陆登识破哈迷蚩是金国的奸细，割其鼻以示警惩。后来，兀术深夜率领精锐，窜入水关，展开铜网攻破城池。陆登见败局已定，将尚在襁褓中的幼子陆文龙托乳母照顾，令妻子自尽，以免受辱。妻子死后，陆登也自刎在大堂之上，身躯昂然不倒。兀术钦佩陆登忠贞不渝的精神，将陆文龙收为义子，并送往北国。